# Paul Masvidal
Paul Masvidal (San Juan, 20 gennaio 1971) è un chitarrista e cantante statunitense, membro fondatore dei Cynic e degli Æon Spoke.

## Biografia
Nato a Porto Rico, Masvidal è di discendenza cubana/spagnola e crebbe nei sobborghi di Miami, Florida.
Nel 1989, quando Masvidal era alle scuole superiori, si unì al tour dei Death come rimpiazzo del loro chitarrista ma declinò l'invito di rimanerci permanentemente per rimanere nei Cynic. Nel 1991 Masvidal e il batterista Sean Reinert furono comunque reclutati dai Death per registrare l'album Human. Dopo un tour con questo gruppo, tornò nei Cynic nel 1992.
Nel 1993 uscì il primo album dei Cynic, Focus. Dopo lo scioglimento del gruppo Masvidal si unì prima ai Portal e successivamente agli Æon Spoke, di cui è tutt'oggi membro. Nel 2008 si è riunito con i vecchi compagni per un tour ed un nuovo disco, Traced in Air, a firma Cynic.
Nel maggio 2014, durante un'intervista al Los Angeles Times, ha fatto coming out insieme al batterista Sean Reinert.
Nel 2019 ha annunciato il progetto Mythical Human Vessel, una trilogia di album da solista cominciata il 31 maggio dello stesso anno con Mythical.

## Discografia

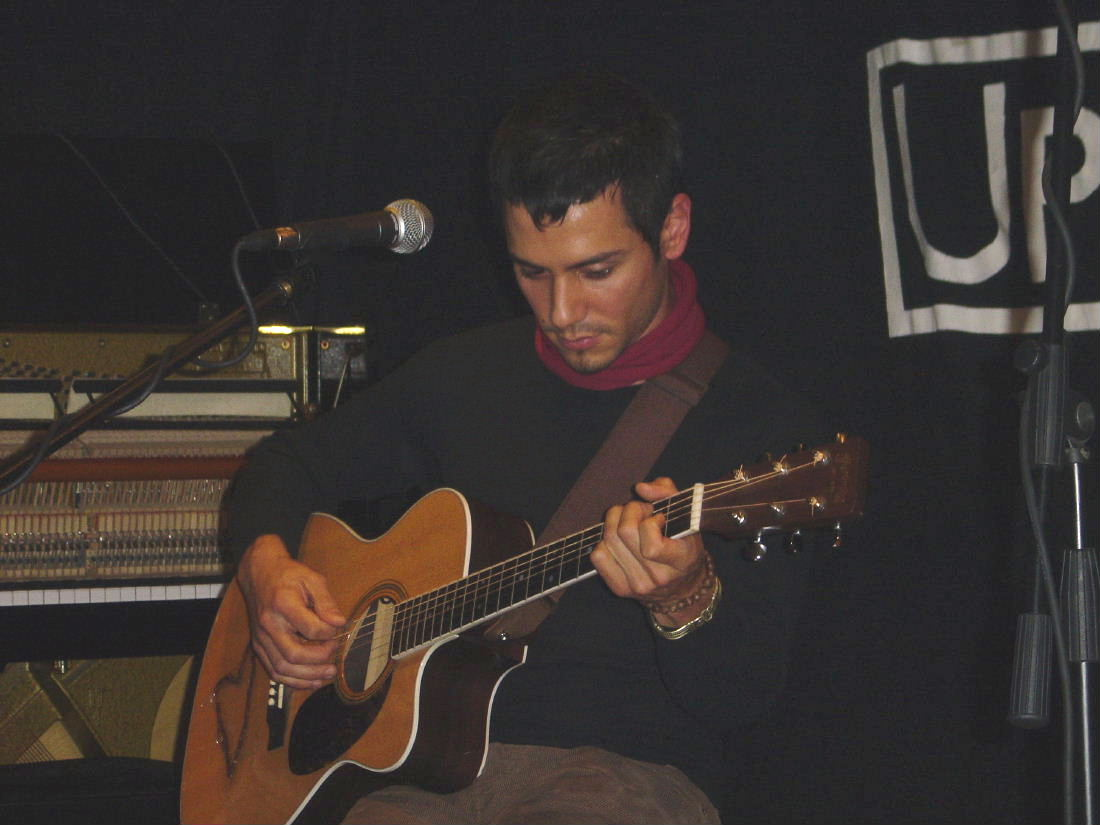
Paul Masvidal nel 2013

### Da solista
- 2019 – Mythical
- 2019 – Human
- 2020 – Vessel

### Con i Death
- 1991 – Human

### Con i Cynic
- 1993 – Focus
- 2008 – Traced in Air
- 2014 – Kindly Bent to Free Us
- 2021 – Ascension Codes

### Con gli Æon Spoke
- 2004 – Above the Buried Cry
- 2007 – Æon Spoke